# 木下双葉
木下 双葉（きのした ふたば、1910年8月9日 - 1938年8月30日）は、日本の女優である。本名は光田 貞子（みつだ さだこ）で、初期は本名で活動していた。

## 人物・来歴
1910年（明治43年）8月9日、東京府東京市本所区押上町（現在の東京都墨田区押上）に「光田貞子」として生まれる。
1926年（大正15年）、名古屋のキリスト教主義学校である旧制・金城女学校（現在の金城学院高等学校）を卒業し、東京に戻って、松竹蒲田撮影所に入社する。当時は本名を名乗っていた。1929年（昭和4年）、京都に移り、東亜キネマ京都撮影所に移籍した。1931年（昭和6年）9月、東亜キネマが経営不振に陥り、福西譲治監督の『霧の中の白蓮』を最後に、同社の業務を代行する会社として設立された東活映画社（東活）に移籍する。入社第1作は、後藤岱山・橋本松男・堀江大生・重政順の共同監督による『薩南大評定 万能篇』であった。翌1932年（昭和7年）、河合映画製作社から移籍した阿部九洲男の売り出し作品、古海卓二監督の『評判影法師』に木下も出演する。この後、木下は阿部九洲男と結婚している。同年10月には東活は早くも解散、人員の受け皿として設立された宝塚キネマ興行に移籍した。さらに翌年の1933年（昭和8年）7月、宝塚キネマで賃金未払いが起き、夫となった阿部九洲男ともども同社を去り、河合映画の後身・大都映画に移籍した。
大都映画では、幹部女優のひとりとして待遇され、琴糸路と佐久間妙子とともに吉村操監督の『三巴女白浪』（1937年）に出演し、一文字お仙役で評判となった。
1938年（昭和13年）、佐伯幸三監督の『喧嘩屋五郎兵衛』を撮影中、盲腸炎を患って倒れる。夫の阿部九洲男は同社の社員一人一人に輸血を依頼し、多くの者が献血に協力するも及ばず、同年8月30日、腹膜炎を併発して死去した。満28歳没。わずか10年のキャリアで140作以上に出演した。

## おもなフィルモグラフィ
- 『美男葛』 : 監督後藤岱山、1929年
- 『右門一番手柄 南蛮幽霊』 : 監督橋本松男、1929年

- 『清川八郎』 : 監督石田民三、1930年
- 『南国太平記』第一篇・第二篇・双竜篇・爆発篇 : 監督山口哲平、1931年
- 『踊り子行状記』 : 監督後藤岱山、1931年
- 『霧の中の白蓮』 : 監督福西譲治、1931年
- 『薩南大評定 万能篇』 : 監督後藤岱山・橋本松男・堀江大生・重政順、1931年
- 『鉄腕書生』 : 監督井出錦之助、1932年
- 『評判影法師』 : 監督古海卓二、1932年
- 『侠客忠臣蔵』陣の巻・闘の巻 : 監督後藤岱山、1932年

- 『きさらぎ九平 念流無敵篇』 : 監督後藤岱山、1932年
- 『風流やくざ節』後篇 : 監督仁科熊彦、1932年

- 『放浪旗本仁義』 : 監督大伴麟三、1933年
- 『女はどうなるか』 : 監督根岸東一郎、1934年
- 『水戸浪士』 : 監督石山稔、1936年
- 『忠臣蔵』 : 監督白井戦太郎、1937年
- 『三巴女白浪』 : 監督吉村操、1937年
- 『呼子千鳥千一夜』 : 監督石山稔、1938年
- 『喧嘩屋五郎兵衛』 : 監督佐伯幸三、1938年 - 遺作